# Copa de Gigantes de América
La Copa de Gigantes de America fue la primera edición del torneo de fútbol amistoso, que tuvo lugar del 1 al 7 de  julio en Florida, Estados Unidos. Los partidos se disputaron en el FAU Stadium.
El Campeón de esta edición fue el Club Atlético Peñarol al vencer al Club Nacional de Football por 2 a 1, gracias a un tanto convertido por Darwin Núñez en los descuentos.

## Reglamento
En la disputa del torneo cada equipo jugó dos partidos, en la primera fecha se disputaron duelos internacionales entre los clubes uruguayos y colombianos y en la definición se disputó los trofeos del respectivo clásico nacional, el equipo que remate con más puntos en la tabla general del torneo es campeón global.
En caso de empate se recurre a definición desde puntos penales.

## Clubes participantes
| Equipo          | País     |
| --------------- | -------- |
| Peñarol         | Uruguay  |
| Nacional        | Uruguay  |
| Millonarios     | Colombia |
| América de Cali | Colombia |

## Partidos

### Fecha 1
| 4 de julio de 2019, 17:30 | Peñarol                                             | 3:1 (2:1) | Millonarios         | FAU Stadium, Miami, Florida (Estados Unidos) |  |
|                           | Gastón Rodríguez 21' 44' · Matías de Los Santos 48' | Reporte   | Fabián González 28' |                                              |  |

| 4 de julio de 2019, 17:30 | Nacional                                                | 1:1 (0:0) (5:4 p.)         | América de Cali                                   | FAU Stadium, Miami, Florida (Estados Unidos) |  |
|                           | Marcos Angeleri 52'                                     | Reporte                    | Hugo Magallanes 46' (a.g.)                        |                                              |  |
|                           |                                                         | Tiros desde el punto penal |                                                   |                                              |  |
|                           | Ramírez · Rodríguez · Angeleri · Vecino · Corujo · Viña |                            | Rangel · Franco · Volpi · Paz · Cabrera · Velasco |                                              |  |

### Definición
| Trofeo "Clásico Uruguayo"/ "Final Copa Gigantes de América"; 6 de julio de 2019, 17:15 | Peñarol                                   | 2:1 (1:0) | Nacional              | FAU Stadium, Miami, Florida (Estados Unidos) |  |
|                                                                                        | Gastón Rodríguez 45' · Darwin Núñez 90+1' | Reporte   | Gonzalo Bergessio 46' |                                              |  |

| Trofeo "Clásico Colombiano"; 6 de julio de 2019, 21:30 | América de Cali                     | 2:1 (1:0) | Millonarios         | FAU Stadium, Miami, Florida (Estados Unidos) |  |
|                                                        | Juan Nieva 45' · Michael Rangel 70' | Reporte   | Eliser Quiñones 86' |                                              |  |

## Posiciones
| Equipo          | Pts. | PJ | PG | PE | PP | GF | GC | Dif. |
| --------------- | ---- | -- | -- | -- | -- | -- | -- | ---- |
| Peñarol         | 6    | 2  | 2  | 0  | 0  | 5  | 2  | +3   |
| América de Cali | 4    | 2  | 1  | 1  | 0  | 3  | 2  | +1   |
| Nacional        | 1    | 2  | 0  | 1  | 1  | 2  | 3  | -1   |
| Millonarios     | 0    | 2  | 0  | 0  | 2  | 2  | 5  | -3   |

- Trofeo "Clásico Uruguayo": Peñarol
- Trofeo "Clásico Colombiano": América de Cali

|                             |
| Campeón Peñarol 1.er título |